# Bathypathes euantha
Bathypathes euantha är en korallart som beskrevs av Fedor Aleksandrovich Pasternak 1958. Bathypathes euantha ingår i släktet Bathypathes och familjen Schizopathidae. Inga underarter finns listade i Catalogue of Life.